# Warne (Caroline du Nord)
Pour les articles homonymes, voir Warne.
Warne (en anglais [ˈwɔːrn]) est une communauté non incorporée située dans l’ouest de l’État de Caroline du Nord, aux États-Unis. Cette localité de 573 habitants se trouve dans la vallée de la rivière Hiwassee, une des vallées de la chaîne des Appalaches.

## Démographie
Composition de la population :
- blancs : 98,3 %
- hispaniques ou Latino de n'importe quelle race : 3,0 %
- afro-américains : 1,4 %
- autres : 0,3 %

| 2000 | - | - | - | - | - |
| ---- | - | - | - | - | - |
| 573  | - | - | - | - | - |